# ウルトラC (お笑いライブ)
ウルトラC（うるとらしー）は、2006年10月3日より、ワタナベコメディスクール4期生Cコースのメンバーによって始まった日本のお笑いライブである。

## 概要
- ワタナベコメディスクール4期生Cコースの自主ライブ「ウルトラC」として、2006年10月より劇場・新宿バイタスにてスタートした[1]。
- 月1回のペースで行われている。
- ライブ名「ウルトラC」は、当時ライブ名を決める話し合いをしていた際にシンボルタワー石島が提案した名前である。「C」は、「ワタナベコメディスクール4期生Cコース」の「C」からきている。
- 2012年12月より、「ウルトラC 映画部」というUstream配信を不定期で行っている。

## エピソード
- 当初、レギュラーメンバーのみで行われていたウルトラCに初めて登場したゲストは「ウルトラC vol.7〜ウルトラセブン〜」(2007年4月10日)に出演した養成所の同期の『園田先生』である。
- ウルトラCをスタート当初から丸7年間支えた劇場・新宿バイタスは、2006年1月オープンし2013年10月27日に閉館した。最後の公演は、「ウルトラC vol.85〜Bye-bye バイタス〜」(2013年10月27日)であった[2]。
- 2013年1月より、土日祝開催となり昼・夜公演の2部構成にリニューアルされた。
- 2013年1月〜2014年12月は、毎月夜の部は通常のネタライブ「ウルトラC」、奇数月昼の部はトークライブ「UTC」、偶数月昼の部はレギュラーメンバーが主催するスペシャルライブとなっていた[3]。
- スタートの2006年10月より毎月かかさずに開催されていたウルトラCであったが、2013年10月劇場・新宿バイタスの閉鎖に伴い2013年11月のみ劇場を用意することが出来ずライブを開催することが出来なかった。翌月の12月に2ヶ月分のウルトラCとして2日間ライブを開催し、年間12回の開催は守ることが出来た。(2013年12月3日 「ウルトラC vol.86」、2013年12月24日 「ウルトラC vol.87」)
- 2013年12月より会場を「新宿バティオス」へと移した。
- 2014年6月より、ライブの物品販売に「ウルトラポン」というカプセルトイが登場した。
- 2011年7月より隔月で行われていたウルトラCトークライブ「UTC」は2014年11月で最終回を迎えた。
- 2015年より毎月夜の部は通常のネタライブ「ウルトラC」、昼の部はレギュラーメンバーが主催するスペシャルライブとなっている。
- 2015年1月25日に開催されたウルトラC 100回記念スペシャル「ウルトラC vol.100〜朝から晩までウルトラC〜」は開演：午前9時00分〜終演：21時00分という12時間通しで行われるという前代未聞のライブであった。『100回記念に100組の出演者』というコンセプトで、レギュラーメンバー7組、ゲスト93組という構成で予定されていたが、ライブ最中に急遽『ななめ45°』の出演追加が発表。ななめ45°には元々出演オファー自体はしていたが、ななめ45°側のマネージャーの連絡ミスによりライブ中での出演発表となった。この為ゲストが94組となり、全101組の出演となった。しかしこのハプニングによりライブは更なる盛り上がりをみせた。
- 2016年1月より会場を「新宿バッシュ!」へと移した。
- 「ウルトラC vol.1」(2006年10月3日)からのレギュラーメンバーであった『ケチン・ダ・コチン』が2016年3月1日をもって解散。ケチン・ダ・コチンが最後にウルトラCに登場したのは、「ウルトラC vol.112」(2016年1月30日)であった[4][5][6][7]。
- 「ウルトラC vol.1」(2006年10月3日)からのレギュラーメンバーであった『スタスタローン』が2016年6月をもって芸人活動縮小のためウルトラCを脱退。スタスタローンが最後にウルトラCに登場したのは、「ウルトラC vol.116」(2016年5月28日)であった[8][9]。
- 「ウルトラC vol.1」(2006年10月3日)からのレギュラーメンバーであった『あじさい』が2016年6月をもって解散。あじさいが最後にウルトラCに登場したのは、「ウルトラC vol.116」(2016年5月28日)であった[10][11]。
- ジグザグジギーが7年ぶりに決勝進出した『キングオブコント2023』ではオープニングの歌詞の中にウルトラCの単語が使われていた。

## 現レギュラーメンバー
※2016年7月現在
(五十音順)

### ウルトラCメンバー
- アトランティス(嘉森厚史、島村智)[12]
- けいたまん(本名：谷村啓太)[13]
- ジグザグジギー(池田勝、宮澤聡)
- シンボルタワー(石島毅久、Ryu-z(本名：尾内隆二)[14])
- ナカール・ゴッチ(本名：中後有史)[15]
- ひよしなかよし(石塚利彦、ねんねん(本名：根建耕二))

## 2006年

### ウルトラC
- 2006年10月3日 「ウルトラC vol.1」(新宿バイタス)
  - レギュラーメンバー：ケチン・ダ・コチン、ビッグバン、キムラニューロン、スタスタローン、シンボルタワー、中後有史、モンゴリアンダンス、シナモンレモン、ホテルカルフォルニア、ほまれちゃん、ヨスケ、走れサンセツコン、相沢ケイゴ、ぐるたみんさん
- 2006年11月7日 「ウルトラC vol.2」(新宿バイタス)
  - レギュラーメンバー：ケチン・ダ・コチン、ビッグバン、キムラニューロン、スタスタローン、シンボルタワー、中後有史、モンゴリアンダンス、シナモンレモン、やすえしんじ、尾張三河、ルシファーズハンマー
- 2006年12月4日 「ウルトラC vol.3」(野方区民ホール)
  - レギュラーメンバー：ケチン・ダ・コチン、ビッグバン、キムラニューロン、スタスタローン、シンボルタワー、中後有史、シナモンレモン、やすえしんじ、アンテンポン、ジェームス恐山

## 2007年

### ウルトラC
- 2007年1月9日 「ウルトラC vol.4〜新春ヒットパレード〜」(新宿バイタス)
  - レギュラーメンバー：ケチン・ダ・コチン、ビッグバン、スタスタローン、シンボルタワー、中後有史、アンテンポン、ぐるてん高木、ヨスケラインハルト、ほまれちゃん、ピーターハーツ
- 2007年2月5日 「ウルトラC vol.5」(新宿バイタス)
  - レギュラーメンバー：ケチン・ダ・コチン、ビッグバン、カンタンドリル、スタスタローン、シンボルタワー、中後有史、アンテンポン、ぐるてん高木、ヨスケエニート、ほまれちゃん、わんぱくランド、かもりあつし
- 2007年3月7日 「ウルトラC vol.6」(新宿バイタス)
  - レギュラーメンバー：ケチン・ダ・コチン、ビッグバン、カンタンドリル、スタスタローン、シンボルタワー、中後有史、アンテンポン、ぐるてん高木、ヨスケエニート、ほまれちゃん、わんぱくワンダーランド、かもりあつし
- 2007年4月10日 「ウルトラC vol.7〜ウルトラセブン〜」(新宿バイタス)
  - レギュラーメンバー：ケチン・ダ・コチン、ビッグバン、スタスタローン、シンボルタワー、カンタンドリル、アンテンポン、わんぱくワンダーランド、中後有史、ほまれちゃん、サンデーよすけ
  - ゲスト：園田先生
- 2007年5月21日 「ウルトラC vol.8〜猪八戒SP〜」(新宿バイタス)
  - レギュラーメンバー：ケチン・ダ・コチン、ビッグバン 、スタスタローン、シンボルタワー、カンタンドリル、すいせん、ほまれちゃん、おっぱいハンター！！冴羽涼夜
  - ゲスト：にゅーとんず、豪快ビーチ
- 2007年6月29日 「ウルトラC vol.9〜ナインボールSP〜」(新宿バイタス)
  - レギュラーメンバー：ケチン・ダ・コチン、ビッグバン、スタスタローン、シンボルタワー、カンダパンダ、カンタンドリル、水仙、金子ほまれ、よすけ、お米ちゃん、アイウエオ、枯山水
  - ゲスト：只野らっきょ
- 2007年7月21日 ウルトラC 10回記念ライブ「ウルトラC vol.10〜Dive into the C！〜」(野方区民ホール)
  - レギュラーメンバー：ケチン・ダ・コチン、ビッグバン、スタスタローン、シンボルタワー、カンダパンダ、カンタンドリル、水仙、トリニティ、金子ほまれ、ヨスケ、ぐるてん高木、お米ちゃん、枯山水
- 2007年8月28日 「ウルトラC vol.11〜ウルトラ納涼祭〜」(新宿バイタス)
  - レギュラーメンバー：ケチン・ダ・コチン、スタスタローン、シンボルタワー、カンダパンダ、カンタンドリル、水仙、トリニティ、金子ほまれ、ぐるてん高木、リトルパリーグ
  - ゲスト：ロマンチックセクシー
- 2007年9月20日 「ウルトラC vol.12〜あき竹城SP〜」(新宿バイタス)
  - レギュラーメンバー：ケチン・ダ・コチン、スタスタローン、シンボルタワー、カンダパンダ、カンタンドリル、フォーリンラブ、中後有史、トリニティ、金子ほまれ、ぐるてん高木、リトルパリーグ
  - ゲスト：ふるう
- 2007年10月23日 「ウルトラC vol.13〜4期ウルトラオールスター感謝祭〜」(新宿バイタス)
  - レギュラーメンバー：ケチン・ダ・コチン、スタスタローン、シンボルタワー、カンダパンダ、カンタンドリル、フォーリンラブ、中後有史、トリニティ、金子ほまれ、よすけ
  - ゲスト：ロマンチックセクシー、園田先生、只野らっきょ、豪快ビーチ、ふるう、にゅーとんず、ひよしなかよし、サトル、アンチテーゼ小池、ケンブリッジ、卍、PantsAnts、真伍only、メンキリ、ワンターレン、牙一族、鈴木重愛
- 2007年11月27日 「ウルトラC vol.14〜ジューシーSP〜」(新宿バイタス)
  - レギュラーメンバー：ケチン・ダ・コチン、スタスタローン、シンボルタワー、カンタンドリル、フォーリンラブ、中後有史、カラミティ、金子ほまれ、よすけ
  - ゲスト：ケンブリッジ
- 2007年12月24日 「ウルトラC vol.15〜Silent night,Holy night SP〜」(新宿バイタス)
  - レギュラーメンバー：ケチン・ダ・コチン、スタスタローン、シンボルタワー、カンタンドリル、フォーリンラブ、中後有史、カラミティ、金子ほまれ、よすけ、ゴーマン職人
  - 企画コンビ：さわぁ〜ず(澤遼平、安江真治)、コルバチョフ(尾内隆二、宮澤聡)
  - ゲスト：しげ☆ピヨ

## 2008年

### ウルトラC
- 2008年1月29日 「ウルトラC vol.16〜何気にもうお正月ムードも抜けて節分ですねSP〜」(新宿バイタス)
  - レギュラーメンバー：ケチン・ダ・コチン、スタスタローン、シンボルタワー、カンタンドリル、フォーリンラブ、中後有史、ゴーマン職人、金子ほまれ、よすけ、かもりあつし、闇のシマムー
  - シークレットゲスト：にしおかすみこ
- 2008年2月21日 「ウルトラC vol.17〜もうすぐ春ですね。そうですね。SP〜」(新宿バイタス)
  - レギュラーメンバー：ケチン・ダ・コチン、スタスタローン、シンボルタワー、フォーリンラブ、中後有史、ゴーマン職人、金子ほまれ、桃色パンケーキ、ヨスケ、かもりあつし、闇のシマムー
- 2008年3月26日 「ウルトラC vol.18〜春うららSP〜」(新宿バイタス)
  - レギュラーメンバー：ケチン・ダ・コチン、ジグザグジギー、スタスタローン、シンボルタワー、フォーリンラブ、中後有史、ゴーマン職人、ほまれちゃん、桃色パンケーキ、よすけ、かもり、闇のシマムー、おもろい事する代やる代
- 2008年4月29日 「ウルトラC vol.19〜ジュークボックスSP〜」(新宿バイタス)
  - レギュラーメンバー：ケチン・ダ・コチン、ジグザグジギー、スタスタローン、シンボルタワー、フォーリンラブ、中後有史、ゴーギャン職人、あかねこ、桃色パンケーキ、よすけ、かもり、メガポーションズ、中部豪
- 2008年5月29日 ウルトラC 20回記念ライブ 「ウルトラC vol.20〜C side story SP〜」(野方区民ホール)
  - レギュラーメンバー：ケチン・ダ・コチン、ジグザグジギー、スタスタローン、シンボルタワー、フォーリンラブ、中後有史、ゴーギャン職人、あかねこ、桃色パンケーキ、よすけ、かもり、スリースターズ、中部豪

【合同コント】
Aチーム：澤（あかねこ）、安江（あかねこ）、バービー（フォーリンラブ）、宮澤（ジグザグジギー）、島村（スリースターズ）、須田（スリースターズ）、尾内（シンボルタワー）、ぴろみ（桃色パンケーキ）、関山（桃色パンケーキ）、かもり、中部
Bチーム：池田（ジグザグジギー）、中後、吉田（ケチン・ダ・コチン）、谷村（ケチン・ダ・コチン）、スタスタローン、石島（シンボルタワー）、佐原（フォーリンラブ）、横田（ゴーギャン職人）、岩本（ゴーギャン職人）、よすけ
- 2008年6月25日 「ウルトラC vol.21〜梅雨明かしたろかSP〜」(新宿バイタス)
  - レギュラーメンバー：ケチン・ダ・コチン、スタスタローン、シンボルタワー、中後有史、よすけ、かもり、フォーリンラブ、ゴーギャン職人、桃色パンケーキ、赤ネコ、スリースターズ、なかべつよし
- 2008年7月30日 「ウルトラC vol.22〜ウルトラＣは北京五輪を応援しますSP〜」(新宿バイタス)
  - レギュラーメンバー：ケチン・ダ・コチン、ジグザグジギー、スタスタローン、シンボルタワー、中後有史、ゴーギャン職人、赤ネコ、かもり、スリースターズ、中部豪
  - ゲスト：（不明）
- 2008年8月29日 「ウルトラC vol.23〜夏の終わりに手ぇ突っ込んで街をガタガタ言わせたろかSP〜」(新宿バイタス)
  - レギュラーメンバー：ケチン・ダ・コチン、ジグザグジギー、スタスタローン、シンボルタワー、フォーリンラブ、中後有史、ゴーギャン職人、赤ネコ、かもり、中部豪、ぴろみ、シックスセンス
  - ゲスト：GR、ロマンチックセクシー
- 2008年9月29日 「ウルトラC vol.24〜TWENTY FOUR-シーズンSeptember- SP〜」(新宿バイタス)
  - レギュラーメンバー：ケチン・ダ・コチン、ジグザグジギー、スタスタローン、シンボルタワー、フォーリンラブ、中後有史、ゴーギャン職人、赤ネコ、かもり、中部豪、ぴろみ、シックスセンス
  - ゲスト：（不明）
- 2008年10月19日 「ウルトラC vol.25〜祭りの前の静けさSP〜」(新宿バイタス)
  - レギュラーメンバー：ケチン・ダ・コチン、ジグザグジギー、スタスタローン、シンボルタワー、フォーリンラブ、中後有史、ゴーギャン職人、赤ネコ、かもり、中部豪、ぴろみ、シックスセンス
  - ゲスト：（不明）
- 2008年11月15日 「ウルトラC vol.26〜シンボルタワー祭り〜」(新宿バイタス)
  - レギュラーメンバー：ケチン・ダ・コチン、ジグザグジギー、スタスタローン、シンボルタワー、中後有史、ゴーギャン職人、赤ネコ、かもり、中部豪、ぴろみ、シックスセンス

- 2008年12月16日 「ウルトラC vol.27〜サンタの袋の中、覗いちゃいましたSP〜」(新宿バイタス)
  - レギュラーメンバー：ケチン・ダ・コチン、ジグザグジギー、スタスタローン、シンボルタワー、中後有史、赤ネコ、パッと見パルチザン、紫紺亭桜咲、ろひにくうどんこ、ぴろみ
  - ゲスト：Mahha、ソフトアタッチメント

## 2009年

### ウルトラC
- 2009年1月25日 「ウルトラC vol.28〜謹賀C年SP〜」(新宿バイタス)
  - レギュラーメンバー：ケチン・ダ・コチン、ジグザグジギー、スタスタローン、シンボルタワー、さるしばい、ゴーギャン職人、赤ネコ、パッと見パルチザン、ろひにくうどんこ
  - ゲスト：小糸チクワ、ジャン宮川

- 2009年2月18日 「ウルトラC vol.29〜超人SP〜」(新宿バイタス)
  - レギュラーメンバー：ジグザグジギー、スタスタローン、シンボルタワー、フォーリンラブ、さるしばい、赤ネコ、パッと見パルチザン
  - ゲスト：只野らっきょ、83幕府、レオちゃん

- 2009年3月22日 ウルトラC 30回記念スペシャル「ウルトラC vol.30 第1部〜30度目の正直〜」(新宿バイタス)
  - レギュラーメンバー：ケチン・ダ・コチン、ジグザグジギー、スタスタローン、シンボルタワー、さるしばい、ゴーギャン職人、赤ネコ、パッと見パルチザン
  - ゲスト：慶、ひよしなかよし、セーキットン

- 2009年3月22日 ウルトラC 30回記念スペシャル「ウルトラC vol.30 第2部〜Bonus track〜」(新宿バイタス)
  - レギュラーメンバー：ケチン・ダ・コチン、ジグザグジギー、スタスタローン、シンボルタワー、さるしばい、ゴーギャン職人、赤ネコ、パッと見パルチザン

- 2009年4月18日 「ウルトラC vol.31〜Ice Cream SP〜」(新宿バイタス)
  - レギュラーメンバー：ケチン・ダ・コチン、ジグザグジギー、スタスタローン、シンボルタワー、さるしばい、ゴーギャン職人、赤ネコ、パッと見パルチザン
  - ゲスト：三四郎、浜口浜村、公園ドライブ

- 2009年5月24日 「ウルトラC vol.32〜太陽がいっぱいSP〜」(新宿バイタス)
  - レギュラーメンバー：ケチン・ダ・コチン、ジグザグジギー、スタスタローン、シンボルタワー、さるしばい、ゴーギャン職人、赤ネコ、パッと見パルチザン、ヨスケ。
  - ゲスト：鈴木策三、ジョンベネ子、大天使ミカエル

- 2009年6月24日 「ウルトラC vol.33〜空耳SP〜」(新宿バイタス)
  - レギュラーメンバー： ジグザグジギー、スタスタローン、シンボルタワー、さるしばい、ゴーギャン職人、赤ネコ、パッと見パルチザン、ヨスケ。
  - ゲスト：シマハラケイ、本田らいだー

- 2009年7月18日 「ウルトラC vol.34〜三枝SP〜」(新宿バイタス)
  - レギュラーメンバー：ケチン・ダ・コチン、ジグザグジギー、スタスタローン、シンボルタワー、さるしばい、赤ネコ、パッと見パルチザン、ヨスケ。
  - ゲスト：（不明）

- 2009年8月22日 「ウルトラC vol.35〜夏・素っ裸SP〜」(新宿バイタス)
  - レギュラーメンバー：ケチン・ダ・コチン、ジグザグジギー、スタスタローン、シンボルタワー、さるしばい、ゴーギャン職人、パッと見パルチザン、よすけ。、サワ＆ガーファンクル
  - ゲスト：（不明）

- 2009年9月19日 「ウルトラC vol.36〜秋風SP〜」(新宿バイタス)
  - レギュラーメンバー：ケチン・ダ・コチン、ジグザグジギー、スタスタローン、シンボルタワー、さるしばい、ゴーギャン職人、パッと見パルチザン、ヨスケ。、サワ＆ガーファンクル
  - ゲスト：（不明）

- 2009年10月24日 「ウルトラC vol.37〜CEREMONY〜」(新宿バイタス)
  - レギュラーメンバー：ケチン・ダ・コチン、ジグザグジギー、スタスタローン、シンボルタワー、さるしばい、ゴーギャン職人、パッと見パルチザン、ヨスケ。、サワ＆ガーファンクル

- 2009年11月21日 「ウルトラC vol.38〜吉田生誕前々夜祭〜」(新宿バイタス)
  - レギュラーメンバー：ケチン・ダ・コチン、スタスタローン、さるしばい、ゴーギャン職人、パッと見パルチザン、ヨスケ。、サワ＆ガーファンクル

- 2009年12月19日 「ウルトラC vol.39〜「ありがとう」を贈ります！クリスマスSP☆〜」(新宿バイタス)
  - レギュラーメンバー：ケチン・ダ・コチン、ジグザグジギー、スタスタローン、シンボルタワー、さるしばい、パッと見パルチザン、ヨスケ。、サワ＆ガーファンクル、面白いことする代やる代みる代、横田有之助
  - ゲスト：あれきさんだーおりょう

## 2010年

### ウルトラC
- 2010年1月20日 ウルトラC 40回記念ライブ「ウルトラC vol.40〜ウルトラC軍団VSシンボルタワー軍団 全面戦争〜」(新宿バイタス)
  - レギュラーメンバー：ケチン・ダ・コチン、ジグザグジギー、スタスタローン、シンボルタワー、さるしばい、パッと見パルチザン、ヨスケ。、おもしろい事する代やる代みる代、横田有之助、中後有史
  - ゲスト：ラブレターズ、三本松みきお、83幕府、斎藤さん、バックフック、ここなっつ、えまのん、本田ライダー
  - シークレットゲスト:バービー(フォーリンラブ)(対抗戦の結果発表をする為にサプライズゲストとして登場)

【対戦カード】
[第1試合] 中後有史(ウルトラC軍団) VS 本田ライダー(シンボルタワー軍団)
[第2試合] パッと見パルチザン(ウルトラC軍団) VS えまのん(シンボルタワー軍団)
[第3試合] ヨスケ。(ウルトラC軍団) VS ここなっつ(シンボルタワー軍団)
[第4試合] おもしろい事する代やる代みる代(ウルトラC軍団) VS バックフック(シンボルタワー軍団)
[第5試合] 横田有之助(ウルトラC軍団) VS 斎藤さん(シンボルタワー軍団)
[第6試合] ジグザグジギー(ウルトラC軍団) VS 83幕府(シンボルタワー軍団)
[第7試合] スタスタローン(ウルトラC軍団) VS 三本松みきお(シンボルタワー軍団)
[第8試合] さるしばい(ウルトラC軍団) VS ラブレターズ(シンボルタワー軍団)
[第9試合] ケチン・ダ・コチン(ウルトラC軍団) VS シンボルタワー(シンボルタワー軍団)
※第7試合は出場予定であったスタスタローンが都合により試合を欠場し、三本松みきおの不戦勝となった。スタスタローンはエンディングに「乱入」という形で出演した。
- 2010年2月17日 「ウルトラC vol.41〜第41回、君こそがスノープリンスだSP〜」(新宿バイタス)
  - レギュラーメンバー：ケチン・ダ・コチン、ジグザグジギー、スタスタローン、シンボルタワー、さるしばい、パッと見パルチザン、おもしろい事する代やる代みる代、横田有之助
  - ゲスト：（不明）

- 2010年3月30日 「ウルトラC vol.42〜あなたの新生活を応援しますSP〜」(新宿バイタス)
  - レギュラーメンバー：ケチン・ダ・コチン、ジグザグジギー、スタスタローン、シンボルタワー、さるしばい、パッと見パルチザン、ヨスケ。、サワ＆ガーファンクル、おもしろい事する代やる代みる代、ヨコタカ
  - ゲスト：（不明）

- 2010年4月22日 「ウルトラC vol.43〜無題〜」(新宿バイタス)
  - レギュラーメンバー：ケチン・ダ・コチン、ジグザグジギー、スタスタローン、シンボルタワー、さるしばい、パッと見パルチザン、ヨスケ。、おもしろい事する代やる代みる代、ヨコタカ
  - ゲスト：（不明）

- 2010年5月26日 「ウルトラC vol.44〜4度目のゾロ目SP〜」(新宿バイタス)
  - レギュラーメンバー：ケチン・ダ・コチン、ジグザグジギー、スタスタローン、シンボルタワー、さるしばい、パッと見パルチザン、おもしろい事する代やる代みる代、ヨコタカ
  - ゲスト：（不明)

- 2010年6月24日 「ウルトラC vol.45」(新宿バイタス)
  - レギュラーメンバー：ケチン・ダ・コチン、ジグザグジギー、スタスタローン、シンボルタワー、さるしばい、パッと見パルチザン、おもしろい事する代やる代みる代、ヨコタカ
  - ゲスト：（不明）

- 2010年7月26日 「ウルトラC vol.46〜四六時中、笑いのこと考えてますSP〜」(新宿バイタス)
  - レギュラーメンバー：ケチン・ダ・コチン、ジグザグジギー、スタスタローン、シンボルタワー、さるしばい、パッと見パルチザン、面白い事する代やる代みる代
  - ゲスト：（不明）

- 2010年8月31日 「ウルトラC vol.47〜夜な夜な、笑いのこと考えてますSP〜」(新宿バイタス)
  - レギュラーメンバー：ケチン・ダ・コチン、ジグザグジギー、スタスタローン、シンボルタワー、さるしばい、赤ネコ、パッと見パルチザン、面白いことする代やる代みる代
  - ゲスト：三四郎、浜口浜村、ぽ〜くちょっぷ、ひよしなかよし

- 2010年9月27日 「ウルトラC vol.48〜あと2つで、50回だよSP〜」(新宿バイタス)
  - レギュラーメンバー：ケチン・ダ・コチン、ジグザグジギー、スタスタローン、シンボルタワー、さるしばい、赤ネコ、パッと見パルチザン、面白いことする代やる代みる代
  - ゲスト：青春ダーツ、ラブレターズ、いもようかん

- 2010年10月29日 「ウルトラC vol.49〜4周年、さりげなくSP〜」(新宿バイタス)
  - レギュラーメンバー：ジグザグジギー、スタスタローン、シンボルタワー、さるしばい、赤ネコ、パッと見パルチザン
  - ジグザグジギーお気に入り芸人枠(ゲスト)：ルシファー吉岡、たかはしくん、しょーご

- 2010年11月29日 ウルトラC 50回記念ライブ「ウルトラC vol.50－戦－」(新宿バイタス)
  - レギュラーメンバー：ケチン・ダ・コチン、ジグザグジギー、スタスタローン、シンボルタワー、さるしばい、赤ネコ、パッと見パルチザン
  - ゲスト：三本松みきお、ラブレターズ、チップ青木、はんぶんこ、ふとっちょ☆カウボーイ、ミスマッチグルメ、紺野ぶるま、三日月マンハッタン、チームJTK、本田ライダー、三四郎、公園ドライブ、スナッキーマガジン、サンシャイン池崎

《出場チーム》
【ワタナベエンターテイメント】 ケチン・ダ・コチン、サンシャイン池崎、スナッキーマガジン
【ASH&Dコーポレーション】 シンボルタワー、ラブレターズ、三本松みきお
【アップフロントエージェンシー】 さるしばい、はんぶんこ、チップ青木
【マセキ芸能社】 ジグザグジギー、三四郎、公園ドライブ
【アミー・パーク】 スタスタローン、ミスマッチグルメ、ふとっちょ☆カウボーイ
【松竹芸能】 赤ネコ、三日月マンハッタン、紺野ぶるま
【フリー】 パッと見パルチザン、本田ライダー、チームJTK
- 2010年12月27日 「ウルトラC vol.51〜2010最終戦〜」(新宿バイタス)
  - レギュラーメンバー：ジグザグジギー、スタスタローン、シンボルタワー、さるしばい、赤ネコ、パッと見パルチザン
  - ゲスト：ツィンテル、ひよしなかよし、牙大一族、ユニバーサルボンボン

## 2011年

### ウルトラC
- 2011年1月26日 「ウルトラC vol.52」(新宿バイタス)
  - レギュラーメンバー：ケチン・ダ・コチン、ジグザグジギー、スタスタローン、シンボルタワー、さるしばい、赤ネコ、パッと見パルチザン、ひよしなかよし
  - ゲスト：浜口浜村

- 2011年2月21日 「ウルトラC vol.53」(新宿バイタス)
  - レギュラーメンバー：ケチン・ダ・コチン、ジグザグジギー、スタスタローン、シンボルタワー、さるしばい、赤ネコ、パッと見パルチザン、ひよしなかよし、面白い事する代やる代きた代
  - ゲスト：ラブレターズ、ぽ〜くちょっぷ、朝倉小松崎

- 2011年3月30日 「ウルトラC vol.54」(新宿バイタス)
  - レギュラーメンバー：ケチン・ダ・コチン、ジグザグジギー、シンボルタワー、スタスタローン、さるしばい、赤ネコ、パッと見パルチザン、ひよしなかよし、面白い事する代やる代きた代
  - ゲスト：ジャングルボーボー

- 2011年4月27日 「ウルトラC vol.55」(新宿バイタス)
  - レギュラーメンバー：ケチン・ダ・コチン、ジグザグジギー、スタスタローン、シンボルタワー、さるしばい、赤ネコ、パッと見パルチザン、ひよしなかよし、面白い事する代やる代きた代
  - ゲスト：にゅ〜とんず

- 2011年5月25日 「ウルトラC vol.56」(新宿バイタス)
  - レギュラーメンバー：ケチン・ダ・コチン、ジグザグジギー、スタスタローン、シンボルタワー、さるしばい、赤ネコ、パッと見パルチザン、ひよしなかよし、紫紺亭桜咲、面白い事する代やる代きた代
  - ゲスト：三四郎、三本松みきお

- 2011年6月30日 「ウルトラC vol.57」(新宿バイタス)
  - レギュラーメンバー：ジグザグジギー、スタスタローン、シンボルタワー、さるしばい、パッと見パルチザン、ホテルカリフォルニア、紫紺亭桜咲、GR
  - ゲスト：ぽ〜くちょっぷ、ラブレターズ、ミリオンズ

- 2011年7月26日 「ウルトラC vol.58」(新宿バイタス)
  - レギュラーメンバー：ジグザグジギー、スタスタローン、シンボルタワー、さるしばい、パッと見パルチザン、ひよしなかよし、ホテルカリフォルニア
  - ゲスト：野球家族、モグライダー

- 2011年8月30日 「ウルトラC vol.59」(新宿バイタス)
  - レギュラーメンバー：ケチン・ダ・コチン、ジグザグジギー、スタスタローン、シンボルタワー、さるしばい、赤ネコ、パッと見パルチザン、ひよしなかよし
  - ゲスト：ソフトアタッチメント、ザ・ゴリラバンド

- 2011年9月27日 ウルトラC 60回記念ライブ「ウルトラC vol.60〜ウルトラ学園天国〜」(新宿バイタス)
  - レギュラーメンバー：ケチン・ダ・コチン、ジグザグジギー、スタスタローン、シンボルタワー、さるしばい、ひよしなかよし

- 2011年10月24日 「ウルトラC vol.61」(新宿バイタス)
  - レギュラーメンバー：ケチン・ダ・コチン 、ジグザグジギー、スタスタローン、シンボルタワー、さるしばい、赤ネコ、パッと見パルチザン、ひよしなかよし
  - ゲスト：メンソールライト、もっぷん、ハンカチーフ

- 2011年11月29日 「ウルトラC vol.62」(新宿バイタス)
  - レギュラーメンバー：ジグザグジギー、スタスタローン、シンボルタワー、さるしばい、赤ネコ、パッと見パルチザン、ひよしなかよし
  - ゲスト：斎藤さん、がっつきたいか、斉藤サトル

- 2011年12月20日 「ウルトラC vol.63」(新宿バイタス)
  - レギュラーメンバー：ケチン・ダ・コチン、ジグザグジギー、シンボルタワー、さるしばい、赤ネコ、ぱっとみパルチザン、ひよしなかよし
  - ゲスト：ジャングルボーボー、カントク、カンフーガール

### UTC(ウルトラCトークライブ)
- 2011年7月20日 「UTC1」(新宿ハイジアV-1)
  - 出演：ケチン・ダ・コチン、ジグザグジギー、スタスタローン、シンボルタワー石島、さるしばい、赤ネコ、ひよしなかよし

- 2011年9月6日 「UTC2」(新宿ハイジアV-1)
  - 出演：ケチン・ダ・コチン、ジグザグジギー、スタスタローン、シンボルタワー石島、さるしばい、赤ネコ、ひよしなかよし

- 2011年11月16日 「UTC3」(新宿ハイジアV-1)
  - 出演：ケチン・ダ・コチン、ジグザグジギー、スタスタローン、シンボルタワー石島、さるしばい、赤ネコ、ひよしなかよし

## 2012年

### ウルトラC
- 2012年1月30日 「ウルトラC vol.64」(新宿バイタス)
  - レギュラーメンバー：ケチン・ダ・コチン、ジグザグジギー、スタスタローン、シンボルタワー、さるしばい、赤ネコ、ぱっとみパルチザン、ひよしなかよし
  - ゲスト：カオポイント、ぽ〜くちょっぷ、マンTENブラザーズ、カントリーズ

- 2012年2月29日 「ウルトラC vol.65」(新宿バイタス)
  - レギュラーメンバー：ケチン・ダ・コチン、ジグザグジギー、スタスタローン、シンボルタワー、さるしばい、赤ネコ、ぱっとみパルチザン、ひよしなかよし
  - ゲスト：スギタヒロシ、静、ビッグタスク、チップ青木

- 2012年3月28日 「ウルトラC vol.66」(新宿バイタス)
  - レギュラーメンバー：ケチン・ダ・コチン、ジグザグジギー、スタスタローン、シンボルタワー、赤ネコ、ぱっと見パルチザン、ひよしなかよし
  - ゲスト：わらふぢなるお、笑撃戦隊、エンジンコータロー、はまこ・テラこ

- 2012年4月26日 「ウルトラC vol.67」(新宿バイタス)
  - レギュラーメンバー：ケチン・ダ・コチン、ジグザグジギー、スタスタローン、シンボルタワー、さるしばい、赤ネコ、ぱっとみパルチザン、ねんねん(ひよしなかよし)
  - ゲスト：ネコニスズ、ウラノス、中津川弦

- 2012年5月31日 「ウルトラC vol.68」(新宿バイタス)
  - レギュラーメンバー：ジグザグジギー、スタスタローン、シンボルタワー、さるしばい、赤ネコ、ぱっとみパルチザン、ひよしなかよし
  - ゲスト：パップコーン、青春ダーツ、大福

- 2012年6月27日 「ウルトラC vol.69」(新宿バイタス)
  - レギュラーメンバー：ジグザグジギー、スタスタローン、シンボルタワー、さるしばい、赤ネコ、ぱっとみパルチザン、ひよしなかよし
  - ゲスト：与座よしあき、ロックンロールコメディショー、メンソールライト

- 2012年7月30日 ウルトラC 70回記念ライブ「ウルトラC vol.70〜シークレット7〜」(新宿バイタス)
  - レギュラーメンバー：ケチン・ダ・コチン、ジグザグジギー、スタスタローン、シンボルタワー、さるしばい、赤ネコ、ぱっとみパルチザン、ひよしなかよし
  - シークレットゲスト：狩野英孝、じゅんいちダビッドソン、ジンカーズ、虹の黄昏、阿佐ヶ谷姉妹、あばれるくん、ドドん

- 2012年8月30日 「ウルトラC vol.71」(新宿バイタス)
  - レギュラーメンバー：ケチン・ダ・コチン、ジグザグジギー、スタスタローン、シンボルタワー、赤ネコ、ひよしなかよし
  - ゲスト：くじら、シャカ、ペパーミントの風に吹かれて、エル・カブキ、ニッチェ

- 2012年9月26日 「ウルトラC Vol.72」(新宿バイタス)
  - レギュラーメンバー：ケチン・ダ・コチン、ジグザグジギー、スタスタローン、シンボルタワー、ナカール・ゴッチ、赤ネコ、ひよしなかよし
  - ゲスト：TAIGA、お侍ちゃん、アボカドランドリー、ルシファー吉岡

- 2012年10月29日 「ウルトラC Vol.73」(新宿バイタス)
  - レギュラーメンバー：ケチン・ダ・コチン、ジグザグジギー、スタスタローン、シンボルタワー、ナカール・ゴッチ、赤ネコ、ぱっとみパルチザン、ひよしなかよし
  - ゲスト：THE GEESE、アナログタロウ、ドリーマーズ

- 2012年11月29日 「ウルトラC Vol.74」(新宿バイタス)
  - レギュラーメンバー：ケチン・ダ・コチン、ジグザグジギー、スタスタローン、シンボルタワー、ナカール・ゴッチ、赤ネコ、ぱっとみパルチザン、ひよしなかよし
  - ゲスト：冷蔵庫マン、シーランド、チャンピオンジム

- 2012年12月17日 「ウルトラC Vol.75」(新宿バイタス)
  - レギュラーメンバー：ケチン・ダ・コチン、スタスタローン、シンボルタワー、ナカール・ゴッチ、あじさい、ぱっとみパルチザン、ひよしなかよし
  - ゲスト：ふとっちょ☆カウボーイ、バイきんぐ、パイナップリン、トム・ブラウン

### UTC（ウルトラCトークライブ）
- 2012年1月19日 「UTC4」(新宿ハイジアV-1)
  - 出演：ケチン・ダ・コチン、ジグザグジギー、スタスタローン、シンボルタワー石島、さるしばい川野、赤ネコ、ぱっとみパルチザン島村、ひよしなかよし

- 2012年3月13日 「UTC5」(新宿ハイジアV-1)
  - 出演：ケチン・ダ・コチン、ジグザグジギー、スタスタローン、シンボルタワー石島、さるしばい川野、赤ネコ、ぱっとみパルチザン島村、ひよしなかよし

- 2012年5月14日 「UTC6」(新宿ハイジアV-1)
  - 出演：ケチン・ダ・コチン、ジグザグジギー、スタスタローン、さるしばい川野、赤ネコ、ぱっとみパルチザン島村、ひよしなかよし

- 2012年7月25日 「UTC7」(新宿ハイジアV-1)
  - 出演：ケチン・ダ・コチン、ジグザグジギー、スタスタローン、シンボルタワー石島、さるしばい、赤ネコ、ひよしなかよし

- 2012年9月3日 「UTC8」(新宿ハイジアV-1)
  - 出演：ケチン・ダ・コチン、ジグザグジギー、スタスタローン、シンボルタワー石島、赤ネコ

- 2012年11月5日 「UTC9」(新宿ハイジアV-1)
  - 出演：ジグザグジギー、スタスタローン、シンボルタワー石島、赤ネコ

## 2013年

### ウルトラC
- 2013年1月26日 「ウルトラC vol.76」(新宿バイタス)
  - レギュラーメンバー：スタスタローン、シンボルタワー、ナカール・ゴッチ、あじさい、ぱっとみパルチザン、ひよしなかよし
  - ゲスト：ヴィンテージ、ピテカントロプス、メカイノウエ、すいたんすいこう、ジェットカンフル

- 2013年2月17日 「ウルトラC vol.77」(新宿バイタス)
  - レギュラーメンバー：ケチン・ダ・コチン、ジグザグジギー、スタスタローン、シンボルタワー、あじさい、ひよしなかよし
  - ゲスト：三拍子、ねじ、スーパーニュウニュウ

- 2013年3月24日 「ウルトラC vol.78」(新宿バイタス)
  - レギュラーメンバー：ケチン・ダ・コチン、ジグザグジギー、スタスタローン、シンボルタワー、ナカール・ゴッチ、あじさい、ぱっとみパルチザン、ひよしなかよし
  - ゲスト：グーとパー、エルシャラカーニ、蛾野正洋

- 2013年4月21日 「ウルトラC vol.79」(新宿バイタス)
  - レギュラーメンバー：ケチン・ダ・コチン、ジグザグジギー、スタスタローン、シンボルタワー、あじさい、ぱっとみパルチザン、ひよしなかよし
  - ゲスト：ロビンソンズ、S×L、阿佐ヶ谷姉妹

- 2013年5月19日 ウルトラC 80回記念スペシャル「ウルトラC vol.80〜あなたを満足させたくて…〜」(新宿バイタス)
  - レギュラーメンバー：ケチン・ダ・コチン、ジグザグジギー、スタスタローン、シンボルタワー、ナカール・ゴッチ、あじさい、ぱっとみパルチザン、ひよしなかよし
  - ゲスト：ユリオカ超特Q、エレファントジョン、THE石原、浜口浜村、虹の黄昏、巨匠、夜ふかしの会、小石田純一、ルシファー吉岡、新宿カウボーイ、くじら、三日月マンハッタン、うしろシティ

- 2013年6月23日 「ウルトラC vol.81」(新宿バイタス)
  - レギュラーメンバー：ケチン・ダ・コチン、ジグザグジギー、スタスタローン、シンボルタワー、ナカール・ゴッチ、あじさい、ぱっとみパルチザン、ひよしなかよし
  - ゲスト：どぶろっく、ツィンテル、ネコニスズ、からくりタンバリン

- 2013年7月28日 「ウルトラC vol.82」(新宿バイタス)
  - レギュラーメンバー：ケチン・ダ・コチン、ジグザグジギー（エンディングのみ）、スタスタローン、シンボルタワー、ナカール・ゴッチ、あじさい、ぱっとみパルチザン、ひよしなかよし
  - ゲスト：永野、ピーマンズスタンダード、オンリー2

- 2013年8月25日 「ウルトラC vol.83」(新宿バイタス)
  - レギュラーメンバー：ジグザグジギー、スタスタローン、シンボルタワー、ナカール・ゴッチ、あじさい、ぱっとみパルチザン、ひよしなかよし
  - ゲスト：カトゥー、かもめんたる、タイムボム

- 2013年9月29日 「ウルトラC vol.84」(新宿バイタス)
  - レギュラーメンバー：ケチン・ダ・コチン、ジグザグジギー、スタスタローン、シンボルタワー、あじさい、ぱっとみパルチザン、ひよしなかよし
  - ゲスト：なすなかにし、ぱわぁすぽっと、ラブレターズ、ブラット

- 2013年10月27日 「ウルトラC vol.85〜Bye-bye バイタス〜」(新宿バイタス)
  - レギュラーメンバー：ケチン・ダ・コチン、ジグザグジギー、スタスタローン、シンボルタワー、ナカール・ゴッチ、あじさい、ぱっとみパルチザン、ひよしなかよし
  - ゲスト：ダーンス4、斉藤サトル、そのせん

- 2013年12月3日 「ウルトラC vol.86」(新宿バティオス)
  - レギュラーメンバー：ケチン・ダ・コチン、ジグザグジギー、スタスタローン、シンボルタワー、あじさい、ぱっとみパルチザン、ひよしなかよし
  - ゲスト：トップリード、ヲタル、じゅんいちダビッドソン、しゃもじ、プリンセス金魚、ザンゼンジ

- 2013年12月24日 「ウルトラC vol.87」(新宿バティオス)
  - レギュラーメンバー：ケチン・ダ・コチン、ジグザグジギー、スタスタローン、シンボルタワー、あじさい、ぱっとみパルチザン、ひよしなかよし
  - ゲスト：瞬間メタル、ドリーマーズ、曇天三男坊

### UTC(ウルトラCトークライブ)
- 2013年1月26日 「UTC10」(新宿バイタス)
  - 出演：ケチン・ダ・コチン、スタスタローン、シンボルタワー石島、ナカール・ゴッチ、あじさい、ぱっとみパルチザン、ひよしなかよし

- 2013年3月24日 「UTC11」(新宿バイタス)
  - 出演：ケチン・ダ・コチン、ジグザグジギー、スタスタローン、シンボルタワー石島、ナカール・ゴッチ、あじさい、ぱっとみパルチザン、ひよしなかよし

- 2013年5月19日 「UTC12」(新宿バイタス)
  - 出演：ケチン・ダ・コチン、ジグザグジギー、スタスタローン、シンボルタワー石島、ナカール・ゴッチ、あじさい、ぱっとみパルチザン嘉森、ひよしなかよし

- 2013年7月28日 「UTC13」(新宿バイタス)
  - 出演：ジグザグジギー、スタスタローン、シンボルタワー石島、ナカール・ゴッチ、ぱっとみパルチザン、ひよしなかよし

- 2013年9月29日 「UTC14」(新宿バイタス)
  - 出演：ケチン・ダ・コチン、ジグザグジギー、スタスタローン、シンボルタワー石島、あじさい、ぱっとみパルチザン、ひよしなかよし

### スペシャルライブ
- 2013年2月17日 「UCHIAGE-5」[16](新宿バイタス)
  - 出演：ジグザグジギー宮澤、シンボルタワー石島、スタスタローン

- 2013年4月21日 あじさい主催「東京ウルトラかまぼこライブ〜春のネタ祭り〜」(新宿バイタス)
  - 出演：あじさい、Men'sクラウン、オモプラッタ、トムソーヤ、YABUKI、ゼブライン 、トムブラウン、サッチ、ちょむ&マッキー、バットナイス常田、キャメルトロフィー、本田らいだ〜、ウエストランド、ドドん、三日月マンハッタン、ジグザグジギー、シンボルタワー、ひよしなかよし、ぱっとみパルチザン

- 2013年6月23日 ウルトラCプロレストークライブ「プロレス者の集い」[17](新宿バイタス)
  - 司会：ケチン・ダ・コチン吉田
  - プロレス者：ジグザグジギー宮澤、ナカール・ゴッチ、青春ダーツ田中、や団本間、ドドん石田

- 2013年8月25日 ひよしなかよし主催「アイセキ」(新宿バイタス)
  - 出演：ひよしなかよし、斉藤サトル、あじさい、ぐりんぴーす、ぽ〜くちょっぷ、苺くらぶ、テクノポッピン、キマポ、ちゅ〜りっぷ、まっかちん

- 2013年10月27日 ぱっとみパルチザン初単独ライブ「嘉島戦争」(新宿バイタス)
  - 出演：ぱっとみパルチザン

## 2014年

### ウルトラC
- 2014年1月13日 「ウルトラC vol.88」(新宿バティオス)
  - レギュラーメンバー：ケチン・ダ・コチン、ジグザグジギー、スタスタローン、シンボルタワー、あじさい、ぱっとみパルチザン、ひよしなかよし
  - ゲスト：スパローズ、前すすむ、日本エレキテル連合

- 2014年2月22日 「ウルトラC vol.89」(新宿バティオス)
  - レギュラーメンバー：ケチン・ダ・コチン、ジグザグジギー、スタスタローン、シンボルタワー、あじさい、ぱっとみパルチザン、ひよしなかよし
  - ゲスト：キャプテン渡辺、ラバーガール、三四郎、ベイビーフロート

- 2014年3月30日 ウルトラC 90回記念ライブ「ウルトラC vol.90〜フレッシュな後輩にガチバトルしてもらいますスペシャル〜」(新宿バティオス)
  - レギュラーメンバー：ケチン・ダ・コチン、ジグザグジギー、スタスタローン、シンボルタワー、あじさい、アトランティス、ひよしなかよし
  - ゲスト：かりちゃんじゃくちゃん、チュランペット、ADVANCE、きしたかの、うすくら屋、伊達さん、それから、ヒサトモ、忍ケンタウロス、シエスターズ、がるるまん、パリのくまさん、ナイスチョイス

【フレッシュ芸人】
ケチン・ダ・コチン吉田推薦フレッシュ！:かりちゃんじゃくちゃん
ケチン・ダ・コチンけいたまん推薦フレッシュ！:チュランペット
ジグザグジギー池田推薦フレッシュ！:ADVANCE
ジグザグジギー宮澤推薦フレッシュ！:きしたかの
スタスタローン推薦フレッシュ！:ザ・うすくら〜ず
シンボルタワー石島推薦フレッシュ！:伊達さん
シンボルタワー尾内推薦フレッシュ！:それから
あじさい澤推薦フレッシュ！:ヒサトモ
あじさい安江推薦フレッシュ！:忍ケンタウロス
アトランティス島村推薦フレッシュ！:パリのくまさん
アトランティスかもり推薦フレッシュ！:ナイスチョイス
ひよしなかよし石塚推薦フレッシュ！:シエスターズ
ひよしなかよし ねんねん推薦フレッシュ！:がるるまん
- 2014年4月29日 「ウルトラC vol.91」(新宿バティオス)
  - レギュラーメンバー：ジグザグジギー、スタスタローン、シンボルタワー、あじさい、アトランティス、ひよしなかよし
  - ゲスト：弾丸ジャッキー、ヴィレッジ、ウエストランド、ゴッホ向井ブルー

- 2014年5月31日 「ウルトラC vol.92」(新宿バティオス)
  - レギュラーメンバー：ケチン・ダ・コチン、ジグザグジギー、シンボルタワー、あじさい、アトランティス、ひよしなかよし石塚
  - ゲスト：風藤松原、九州地区私立全寮制男子高校ズ、ジャングルボーボー、阿佐ヶ谷姉妹、ばんどーら、ルシファー吉岡

- 2014年6月22日 「ウルトラC vol.93」(新宿バティオス)
  - レギュラーメンバー：ケチン・ダ・コチン、ジグザグジギー、スタスタローン、シンボルタワー、あじさい、アトランティス、ひよしなかよし
  - ゲスト：飛石連休、浜口浜村、タブレット純、シリフリ

- 2014年7月21日 「ウルトラC vol.94」(新宿バティオス)
  - レギュラーメンバー：ケチン・ダ・コチン、ジグザグジギー、スタスタローン、シンボルタワー、あじさい、アトランティス、ひよしなかよし
  - ゲスト：オジンオズボーン、ヴィンテージ、西村ヒロチョ、深町哉

- 2014年8月31日 「ウルトラC vol.95」(新宿バティオス)
  - レギュラーメンバー：ケチン・ダ・コチン、スタスタローン、シンボルタワー、あじさい、アトランティス、ひよしなかよし
  - ゲスト：ニッチロー’、サンシャイン池崎、ヘラクレス

- 2014年9月27日 「ウルトラC vol.96」(新宿バティオス)
  - レギュラーメンバー：ケチン・ダ・コチン、ジグザグジギー、シンボルタワー、あじさい、アトランティス
  - ゲスト：ジンカーズ、バイク川崎バイク、や団、モグライダー

- 2014年10月25日 「ウルトラC vol.97」(新宿バティオス)
  - レギュラーメンバー：ケチン・ダ・コチン、ジグザグジギー、スタスタローン、シンボルタワー、あじさい、アトランティス、ひよしなかよし
  - ゲスト：鬼ヶ島、マッハスピード豪速球、ぴーかぶー、笑撃戦隊

- 2014年11月29日 「ウルトラC vol.98」(新宿バティオス)
  - レギュラーメンバー：ケチン・ダ・コチン、ジグザグジギー、スタスタローン、シンボルタワー、あじさい、アトランティス、ひよしなかよし
  - ゲスト：キングオブコメディ、銀河と牛、サッチ、クマムシ

- 2014年12月28日 「ウルトラC vol.99」(新宿バティオス)
  - レギュラーメンバー：ケチン・ダ・コチン吉田、ジグザグジギー、スタスタローン、シンボルタワー、あじさい、ひよしなかよし、アトランティス
  - ゲスト：Gたかし、シャカ大熊、浜口浜村、ロメロ

### UTC(ウルトラCトークライブ)
- 2014年1月13日 「UTC15」(新宿バティオス)
  - 出演：ケチン・ダ・コチン、ジグザグジギー、スタスタローン、シンボルタワー石島、あじさい、ぱっとみパルチザン、ひよしなかよし

- 2014年3月30日 「UTC16」(新宿バティオス)
  - 出演：ケチン・ダ・コチン、ジグザグジギー、スタスタローン、シンボルタワー石島、あじさい安江、アトランティス、ひよしなかよし

- 2014年5月31日 「UTC17」(新宿バティオス)
  - 出演：ケチン・ダ・コチン、ジグザグジギー、シンボルタワー石島、あじさい、アトランティス、ひよしなかよし石塚

- 2014年7月21日 「UTC18」(新宿バティオス)
  - 出演：ジグザグジギー、スタスタローン、シンボルタワー石島、あじさい、アトランティス、ひよしなかよし

- 2014年9月27日 「UTC19」(新宿バティオス)
  - 出演：ケチン・ダ・コチン、ジグザグジギー宮澤、シンボルタワー石島、あじさい、アトランティス

- 2014年11月29日 「UTC20〜FINAL〜」(新宿バティオス)
  - 出演：ケチン・ダ・コチン、ジグザグジギー、スタスタローン、シンボルタワー石島、あじさい、アトランティス、ひよしなかよし

### スペシャルライブ
- 2014年2月22日 「ウルトラC映画部〜ネタバレ上等でくっちゃべりましょうツアーSP〜」(新宿バティオス)
  - 出演：あじさい、ひよしなかよし、ジグザグジギー池田

- 2014年4月29日 ウルトラCプロレストークライブ「プロレス者の集い」[19](新宿バティオス)
  - 司会：スタスタローン
  - プロレス者：ジグザグジギー宮澤、飛石連休藤井、セイシュン・ダーツ青木、や団本間、ドドん石田、小橋太っ太

- 2014年6月22日 「最初のあれ」[20](新宿バティオス)
  - 出演：ケチン・ダ・コチン、ジグザグジギー、スタスタローン、シンボルタワー、あじさい、アトランティス、ひよしなかよし

- 2014年8月31日 「甘党男子夏祭り〜浴衣を着Night〜」[21](新宿バティオス)
  - 出演：ひよしなかよし石塚、佐藤友咲、春川真広、三上義貴
  - ゲスト：ひよしなかよしねんねん、遥（ミラクル☆歌劇団）

- 2014年10月25日 「UCHIAGE-4とお昼ごはんを食べながら、まったりする会」[22](新宿バティオス)
  - 出演：ケチン・ダ・コチン吉田、ジグザグジギー宮澤、スタスタローン、シンボルタワー石島
  - ショータイムシークレットゲスト：たかはしくん、TOY、アトランティス、阿佐ヶ谷姉妹

- 2014年12月28日 「Road to vol.100」[23](新宿バティオス)
  - 出演：ケチン・ダ・コチン吉田、ジグザグジギー、スタスタローン、シンボルタワー、あじさい、ひよしなかよし、アトランティス
  - 物申す！枠：本田らいだ〜△、さかもとしろう、ジャングルボーボー、わらふぢなるお、ぽ〜くちょっぷ、スーパーニュウニュウ、エンジンコータロー、ブラット
  - シークレット物申す！枠：カトゥー

## 2015年

### ウルトラC
- 2015年1月25日 ウルトラC 100回記念スペシャル「ウルトラC vol.100〜朝から晩までウルトラC〜」[24](新宿バティオス)
  - レギュラーメンバー：ケチン・ダ・コチン、ジグザグジギー、スタスタローン、シンボルタワー、あじさい、アトランティス、ひよしなかよし
  - ゲスト(五十音順)：R藤本、アナログタロウ、アントキの猪木、アンドレ、囲碁将棋、ヴィンテージ、うしろシティ、うすくら屋、エルシャラカーニ、 エレファントジョン、エンジンコータロー、お侍ちゃん、オジンオズボーン、おべんとばこ、オラキオ体操クラブ、カトゥー、狩野英孝、きしたかの、牙一族、九州地区私立全寮制男子高校ズ、巨匠、くじら、クマムシ、ゴッホ向井ブルー、さかもとしろう、ザ・ギース、ザ・ツイスターズ、斉藤サトル、さらば青春の光、サンシャイン池崎、三四郎、ザンゼンジ、三拍子、忍ケンタウロス、ジャイアント小馬場、ジャングルボーボー、瞬間メタル、ジンカーズ、新宿カウボーイ、スーパーニュウニュウ、スタンダップコーギー、スパローズ、セイシュン・ダーツ、そのせん、ソフトアタッチメント、TAIGA、タイムボム、たかはしくん、超新塾、ツィンテル、どきどきキャンプ、ドドん、飛石連休、ドリーマーズ、ナカール・ゴッチ、 永野、なすなかにし、ななめ45°、虹の黄昏、西村ヒロチョ、ねじ、 パーティー内山、バイク川崎バイク、パップコーン、浜口浜村、ピーマンズスタンダード、100W、平野ノラ、BOOMER、フォーリンラブ、ふとっちょ☆カウボーイ、ブラット、ブルーリバー、ペパーミントの風に吹かれて、ぽ〜くちょっぷ、本田らいだ〜△、前すすむ、マッハスピード豪速球、真夜中クラシック、三日月マンハッタン、ムートン伊藤、めいどのみやげ、モグライダー、や団、やまもとまさみ、U字工事、ユリオカ超特Q、与座よしあき、リンゴスター、ルシファー吉岡、ロビンソンズ、ロビンフットおぐ、わらふぢなるお、ヲタル

- 2015年2月28日 「ウルトラC vol.101」(新宿バティオス)
  - レギュラーメンバー：ケチン・ダ・コチン、ジグザグジギー、スタスタローン、シンボルタワー、あじさい、ひよしなかよし、アトランティス
  - ゲスト：マシンガンズ、アンパサンド、クロコップ、アジャラン

- 2015年3月22日 「ウルトラC vol.102」(新宿バティオス)
  - レギュラーメンバー：ケチン・ダ・コチン、ジグザグジギー、スタスタローン、シンボルタワー、あじさい、ひよしなかよし、アトランティス島村
  - ゲスト：イワイガワ、ダブルブッキング、メイプル超合金、サメゾンビ

- 2015年4月25日 「ウルトラC vol.103」(新宿バティオス)
  - レギュラーメンバー：ケチン・ダ・コチン、ジグザグジギー、スタスタローン、シンボルタワー、あじさい、ひよしなかよし、アトランティス
  - ゲスト：タイムマシーン3号、ニューヨーク、たかまつなな

- 2015年5月31日 「ウルトラC vol.104」(新宿バティオス)
  - レギュラーメンバー：ケチン・ダ・コチン、ジグザグジギー宮澤、スタスタローン、シンボルタワー尾内、あじさい、ひよしなかよし、アトランティス
  - ゲスト：ダンサブル、かたつむり、S×L、ゾフィー

- 2015年6月28日 「ウルトラC vol.105」(新宿バティオス)
  - レギュラーメンバー：ケチン・ダ・コチン、ジグザグジギー宮澤、スタスタローン、シンボルタワー、あじさい、ひよしなかよし、アトランティス
  - ゲスト：インポッシブル、ヤーレンズ、シャイニングスターズ

- 2015年7月20日 「ウルトラC vol.106」(新宿バティオス)
  - レギュラーメンバー：ケチン・ダ・コチン、ジグザグジギー、スタスタローン、シンボルタワー、あじさい、ひよしなかよし、闇のシマムー
  - ゲスト：エネルギー、マツモトクラブ、ランジャタイ、大黒天

- 2015年8月29日 「ウルトラC vol.107」(新宿バティオス)
  - レギュラーメンバー：ケチン・ダ・コチン、ジグザグジギー、シンボルタワー、あじさい、ひよしなかよし、アトランティス、ナカール・ゴッチ
  - ゲスト：モダンボーイズ、うどんマン、それから

- 2015年9月26日 「ウルトラC vol.108」(新宿バティオス)
  - レギュラーメンバー：ケチン・ダ・コチン、ジグザグジギー、スタスタローン、シンボルタワー、あじさい、ひよしなかよし、アトランティス、ナカール・ゴッチ
  - ゲスト：ねづっち、ギフト☆矢野、アマレス太郎

- 2015年10月31日 「ウルトラC vol.109」(新宿バティオス)
  - レギュラーメンバー：ケチン・ダ・コチン、ジグザグジギー、スタスタローン、シンボルタワー、あじさい、ひよしなかよし、アトランティス、ナカール・ゴッチ
  - ゲスト：ハリウッドザコシショウ、チャーミング、マヂカルラブリー

- 2015年11月28日 ウルトラC 110回記念ライブ「ウルトラC vol.110〜コンビシャッフルでコントがみたいです。〜」[25](新宿バティオス)
  - レギュラーメンバー：ケチン・ダ・コチン、ジグザグジギー、スタスタローン、シンボルタワー、あじさい、ひよしなかよし、アトランティス、ナカール・ゴッチ

【シャッフルネタ】
※各コンビ・トリオ名：各コンビ・トリオメンバー
THE MATSUZAKA：ケチン・ダ・コチン吉田＆シンボルタワー石島
カンタンドリルNEO：ジグザグジギー池田＆あじさい安江
RyuとToshi：ひよしなかよし石塚＆シンボルタワー尾内
ハリウッド：スタスタローン＆アトランティス島村
ネダテ：ケチン・ダ・コチンけいたまん＆ひよしなかよし ねんねん＆ナカール・ゴッチ
嘉宮澤：ジグザグジギー宮澤＆あじさい澤＆アトランティス嘉森
- 2015年12月26日 「ウルトラＣ vol.111〜宮澤Pが気になる存在をゲストに呼ぶ回〜」(新宿バティオス)
  - レギュラーメンバー：ケチン・ダ・コチン、ジグザグジギー、スタスタローン、ひよしなかよし、アトランティス、ナカール・ゴッチ
  - ゲスト：魔族、ちょむ＆マッキー、まとばゆう、大福、ぶらっくさむらい、谷+1、サスペンダーズ

### スペシャルライブ
- 2015年2月28日 ウルトラC 100回記念感謝ライブ「after vol.100」[26](新宿バティオス)
  - 出演：ケチン・ダ・コチン、ジグザグジギー、スタスタローン、あじさい、アトランティス
  - 出てほしかった人たちKブロック：ラブレターズ、阿佐ヶ谷姉妹

- 2015年3月22日 ウルトラC大喜利ライブ「大喜利の楽しさを知ろうの会」[27](新宿バティオス)
  - MC:ひよしなかよし石塚
  - 出演:ジグザグジギー宮澤、シンボルタワー石島、スタスタローン、あじさい安江、あじさい澤、ひよしなかよし ねんねん
  - ゲスト:浜口浜村 浜村、寺田寛明、冬の鬼

- 2015年4月25日 「バティオスでお花見」[28](新宿バティオス)
  - 参加者：ケチン・ダ・コチン、ジグザグジギー、スタスタローン、シンボルタワー、あじさい、ひよしなかよし、アトランティス
  - 飛び入り参加者：三日月マンハッタン 仲嶺、ザンゼンジ、浜口浜村 浜口

- 2015年5月31日 ウルトラCプロレストークライブ「プロレス者の集いvol.3」[29](新宿バティオス)
  - 司会：ケチン・ダ・コチン吉田
  - プロレス者：ジグザグジギー宮澤、エネルギー森、小橋太っ太、セイシュン・ダーツ青木、や団 本間、ドドん 石田

- 2015年6月28日 スタスタローン主催「ものまね芸人の会」[30](新宿バティオス)
  - 司会：ケチン・ダ・コチン吉田、ジグザグジギー宮澤
  - 出演：スタスタローン、八幡カオル、小石田純一、蛾野正洋、うちっかわ(ざしきわらしユウタ)

- 2015年7月20日 ジグザグジギー新ネタライブ「キングオブコント2015に向けてサンシャイン池崎さんにネタの相談しよう」[31](新宿バティオス)
  - 総合MC：サンシャイン池崎
  - 出演：ジグザグジギー

- 2015年8月29日 アトランティス主催「『アトランティスのベクトルは上の方向を向いていこう』公開生収録」[32](新宿バティオス)
  - 出演：アトランティス、ケチン・ダ・コチン、ジグザグジギー、シンボルタワー、あじさい、ひよしなかよし、ナカール・ゴッチ

- 2015年9月26日 「conte shy vol.3」[33](新宿バティオス)
  - 出演：シンボルタワー、それから、オルカ、ママスパパス
  - ゲスト：ジグザグジギー、スタスタローン

- 2015年10月31日 ケチン・ダ・コチン吉田主催トークライブ「ご近所さん物語」[34](新宿バティオス)
  - 出演：ケチン・ダ・コチン吉田、ソフトアタッチメント町田、ソフトアタッチメント平谷、ツートンカラー上田、くりおね上田、つねうち内田

- 2015年11月28日 ウルトラCトークライブ「UTC〜comeback〜」[35][36](新宿バティオス)
  - 出演：ケチン・ダ・コチン、ジグザグジギー、スタスタローン、あじさい、ひよしなかよし、アトランティス、ナカール・ゴッチ

- 2015年12月26日 ウルトラCプロレストークライブ「プロレス者の集いvol.4」[37](新宿バティオス)
  - 司会：ケチン・ダ・コチン吉田
  - プロレス者：ジグザグジギー宮澤、ユリオカ超特Q、エネルギー森、小橋太っ太、や団 本間、セイシュン・ダーツ青木、ドドん 石田

## 2016年

### ウルトラC
- 2016年1月30日 「ウルトラC vol.112」[38](新宿バッシュ!)
  - レギュラーメンバー：スタスタローン、シンボルタワー、あじさい、ひよしなかよし、アトランティス、ジグザグジギー宮澤
  - ゲスト(女性芸人の回)：牧野ステテコ、かぎしっぽ、ちぐはぐ、ロリィタ族。、こじらせハスキー

- 2016年2月27日 「ウルトラC vol.113」[39](新宿バッシュ!)
  - レギュラーメンバー：ジグザグジギー、スタスタローン、シンボルタワー、あじさい、ひよしなかよし、アトランティス
  - ゲスト(ピンコント師の回)：ラ・サプリメント・ビバ、せとたけお、サツマカワRPG

- 2016年3月26日 「ウルトラC vol.114」[40](新宿バッシュ!)
  - レギュラーメンバー：ジグザグジギー、スタスタローン、シンボルタワー、あじさい、アトランティス、甘党男子3illfy石ちゃん(ひよしなかよし石塚)
  - ゲスト(ご陽気な先輩ゲストの回)：錦鯉、全力じじぃ、原田17才
  - サプライズゲスト:甘党男子3illfy(神久保翔也、三上義貴、春川真広)

- 2016年4月30日 「ウルトラC vol.115」[41](新宿バッシュ!)
  - レギュラーメンバー：ジグザグジギー、スタスタローン、シンボルタワー、あじさい、アトランティス、ナカール・ゴッチ、ひよしなかよし ねんねん、けいたまん
  - ゲスト(漫才協会芸人ゲストの回)：母心、カントリーズ、けいいちけいじ、ジョーカー

- 2016年5月28日 「ウルトラC vol.116」[42](新宿バッシュ!)
  - レギュラーメンバー：ジグザグジギー、スタスタローン、シンボルタワー、あじさい、アトランティス、ナカール・ゴッチ、ひよしなかよし、けいたまん
  - ゲスト(血ぃつながってるコンビ ゲストの回)：勝又(兄弟)、本田兄妹(兄妹)、ADVANCE(双子)

- 2016年6月25日 「ウルトラC vol.117～宮澤Pが気になる存在をゲストに呼ぶ回2～」(新宿バッシュ!)
  - レギュラーメンバー：ジグザグジギー、シンボルタワー、ナカール・ゴッチ、ひよしなかよし、けいたまん
  - ゲスト：プリンセス金魚、インデペンデンスデイ、浜村凡平、街裏ぴんく、ロンリコ191

- 2016年7月30日 「ウルトラC vol.118」[43](新宿バッシュ!)
  - レギュラーメンバー：ジグザグジギー、シンボルタワー、アトランティス、ナカール・ゴッチ、ひよしなかよし ねんねん、けいたまん
  - ゲスト(エンタメ路線芸人の回)：ヲタル、三福エンターテイメント、ざしきわらし、TOY

### スペシャルライブ
- 2016年1月30日 ひよしなかよし主催 ウルトラC「筋肉を愛する会」[44](新宿バッシュ!)
  - 出演：ひよしなかよし、テキサス(弾丸ジャッキー)、スタスタローン、焙煎たがい。、ベーグル吉村(ギャルズ)、榊原(ニコ)、ししどっち、落合(ぐりんぴーす)

- 2016年2月27日 あじさい主催「あじさい澤のことが好きな芸人だけ出るライブ」[45][46](新宿バッシュ!)
  - 出演：あじさい、ジグザグジギー池田、ひよしなかよし ねんねん、マスオチョップ西園、うどんマン、トリグミ、トランスミッター、トムソーヤ木村、忍ケンタウロス、トッキブツ清水、クロコップ、ぐりんぴーす落合

- 2016年3月26日 スタスタローン＆シンボルタワー＆アトランティス主催「SOKOAGE〜ウルトラCを盛り上げたくて〜」[47](新宿バッシュ!)
  - 出演：スタスタローン、シンボルタワー、アトランティス
  - 後輩ゲスト：ディスカス早川(スタスタローンの後輩)、オルカ(シンボルタワーの後輩)、くどうあやこ(アトランティスの後輩)
  - 総合MC：本田らいだ〜△

- 2016年4月30日 「UCHIAGEトークライブ〜大放談〜」[48](新宿バッシュ!)
  - 出演：ジグザグジギー宮澤、スタスタローン、シンボルタワー石島
  - サプライズゲスト：吉田幸市、ナカール・ゴッチ

- 2016年5月28日 「ウルトラCのピン芸人が楽屋裏で話すような相談ライブ」[49](新宿バッシュ!)
  - 出演：ナカール・ゴッチ、スタスタローン、けいたまん
  - 先輩ゲスト：サンシャイン池崎、メカイノウエ、ちくわまん

- 2016年6月25日 ひよしなかよし主催「ひよしなかよしのお楽しみ会～単独の話もするよの巻～」[50][51](新宿バッシュ!)
  - 出演：ひよしなかよし

- 2016年7月30日 「ウルトラC 緊急会見」[52](新宿バッシュ!)
  - 出席者：ウルトラC代表 宮澤聡
  - サプライズゲスト：スタスタローン、澤遼平

## 出演
- 毎月、いろいろなお笑いライブを紹介するネット番組「発信!お笑い玉手箱」(48回(2012/08/01 配信)、第49回(2012/08/15 配信))[53]